# صدیف (هیرمند)
صدیف، روستایی است از توابع بخش قرقری شهرستان هیرمند در استان سیستان و بلوچستان ایران.

## جمعیت
این روستا در دهستان قرقری قرار داشته و براساس آخرین سرشماری مرکز آمار ایران که در سال ۱۳۸۵ صورت گرفته، جمعیت آن ۹۱نفر (۲۰خانوار) بوده‌است.